# Porsche 956
Porsche 956 är en sportvagn, tillverkad av den tyska biltillverkaren Porsche mellan 1982 och 1985.

## Porsche 956
Racing med sportvagnsprototyper hade i praktiken upphört under åren efter oljekrisen 1973 och sportvagnsracingen dominerades av mer standardvagnslika bilar som Porsche 934 och 935. Till säsongen 1982 försökte FIA väcka liv i prototyp-klassen genom att införa ett nytt reglemente, kallat Grupp C.
Porsche konstruerade en helt ny bil enligt det nya reglementet. Till skillnad från äldre Porsche-prototyper som normalt byggdes på rörram, till exempel Porsche 936, fick den nya bilen en självbärande aluminium-monocoque, kompletterad med en hjälpram bak som bar upp motor och hjulupphängning. Den enda del som hämtades från företrädarna var den turboladdade boxermotorn, men den fick ny och effektivare bränsleinsprutning för att passa FIA:s skärpta krav på bränsleförbrukningen.
Porsche 956 blev en mycket framgångsrik tävlingsbil som dominerade Grupp C-racingen, med bland annat fyra raka vinster i Le Mans 24-timmars mellan 1982 och 1985.

## Tekniska data
| Tekniska data               | 956                                                                   |
| --------------------------- | --------------------------------------------------------------------- |
| Motor:                      | Mittmonterad 6-cylindrig boxermotor med biturbo                       |
| Kylning:                    | Luftkylning, cylinderhuvuden med vätskekylning                        |
| Cylindervolym:              | 2649 cm³                                                              |
| Borrning x slaglängd:       | 92,3 x 66 mm                                                          |
| Max effekt vid varvtal:     | 620 hk vid 8 200 v/min                                                |
| Max vridmoment vid varvtal: | 630 Nm vid 5 400 v/min                                                |
| Kompression:                | 7,2 : 1                                                               |
| Ventilstyrning:             | Dubbla överliggande kamaxlar per cylinderrad, 4 ventiler per cylinder |
| Bränslesystem:              | Bosch bränsleinsprutning                                              |
| Växellåda:                  | 5-växlad manuell                                                      |
| Hjulupphängning fram & bak: | Dubbla tvärlänkar, skruvfjädrar                                       |
| Bromsar:                    | Ventilerade skivbromsar                                               |
| Chassi & kaross:            | Aluminiummonocoque med kompositkaross                                 |
| Hjulbas:                    | 265 cm                                                                |
| Torrvikt:                   | 850 kg                                                                |
| Toppfart:                   | >350 km/h                                                             |

## Tävlingsresultat

### Sportvagns-VM 1982
956.an debuterade säsongen 1982. Första klassegern kom vid Silverstone 1000 km, genom Jacky Ickx och Derek Bell. Totalsegern togs dock av en betydligt mindre Lancia LC1. På Le Mans tog Porsche en trippelseger, med Jacky Ickx / Derek Bell på första, Jochen Mass / Vern Schuppan på andra och Al Holbert / Hurley Haywood / Jürgen Barth på tredje plats.
Med fyra vinster på sju lopp vann Porsche mästerskapstiteln.

### Sportvagns-VM 1983
Porsche var fullständigt överlägsna säsongen 1983 och vann alla sju loppen. På Le Mans lade 956:an beslag på de åtta första platserna, med Vern Schuppan, Al Holbert och Hurley Haywood i vinnarbilen.

### Sportvagns-VM 1984
Även 1984 var Porsche överlägsna och vann tio av elva lopp och 956:an tog sin tredje raka mästerskapstitel. På Le Mans lade 956:an beslag på de sju första platserna, med Henri Pescarolo och Klaus Ludwig i vinnarbilen. Stefan "Lill-Lövis" Johansson var anmäld som förare i vinnarbilen, men fick inte chansen att köra.

### Sportvagns-VM 1985
Säsongen 1985 hade VM omvandlats till ett stallmästerskap. De största Porsche-stallen hade bytt till den nya 962C, men Joest Racing vann Le Mans-loppet med sin 956:a, med Klaus Ludwig, Paolo Barilla och Louis Krages bakom ratten, den senare under pseudonymen John Winter.